# Teófila Aguirre

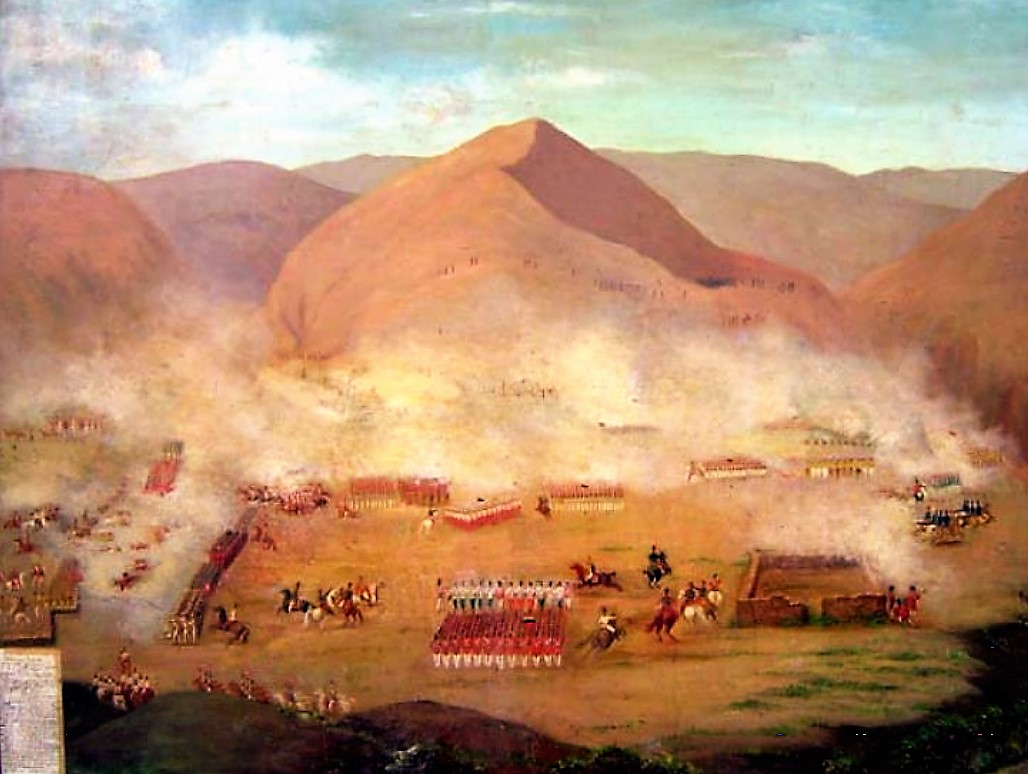
La Batalla de Ayacucho (1918) de Teófila Aguirre

Teófila L. Aguirre fue una artista plástica peruana activa a finales del siglo XIX  e inicios del siglo XX, pionera en la representación de hechos históricos y emblemáticos plasmado en  su cuadro Batalla de Ayacucho (1918), basado en la batalla del mismo nombre de 1824.
Dos de sus obras se encuentran en el Museo de Arqueología, Antropología e Historia del Perú: un carboncillo de 1899 titulado Retrato de Sebastián Barranca y la pintura al óleo Batalla de Ayacucho de 1918. El retrato a carboncillo se basa en una fotografía en la revista Variedades, realizado a partir del fallecimiento del Dr. Barranca. La pintura Batalla de Ayacucho está basada en un plano de la batalla de Ayacucho dibujado por un oficial del batallón colombiano de Voltigeros en 1824.